# Ronald Keeble
Ronald Keeble (Londra, 14 gennaio 1946) è un ex pistard britannico.

## Palmarès
- Giochi olimpici

Monaco di Baviera 1972: bronzo nell'inseguimento a squadre.